# P-01 Velebit
P-01 Velebit bila je prva i jedina podmornica u sastavu flote Hrvatske ratne mornarice. To je diverzantska mini (džepna) podmornica konstruirana za obavljanje diverzantskih zadaća, polaganja mina, obavljanje ophodnje i izviđanja, te druge specijalne zadaće.

## Povijest
Diverzantska podmornica P-01 Velebit hrvatski je proizvod, a predstavlja poboljšanu inačicu podmornice klase Una, kakvih je u razdoblju od 1981. do 1989. izgrađeno šest komada. Razvoj Velebita počeo je za potrebe Jugoslavenske ratne mornarice, tada pod nazivom P-914 Soča, 1985. godine. Građena je u splitskom Brodogradilištu za specijalne objekte, a nakon povlačenja JNA ostala je u brodogradilištu, nedovršena. Pripadnici bivše vojske s nje su uklonili opremu koja se mogla skinuti, tako da je ostala ogoljena. Sačuvali su je radnici brodogradilišta. 
Tijekom Domovinskog rata Brodarski Institut iz Zagreba je 1993. godine započeo reprojekt zatečene diverzantske podmornice. Reprojekt se sastojao u ugradnji dizel generatora i novog sustava upravljanja podmornicom. Trup podmornice produljen je za 140 centimetara, čime je dobiven prostor za ugradnju Končarovog dizel generatora. Na taj način povećana je autonomija plovidbe. Nakon ugradnje dizel generatora podmornica sama može nadopunjavati vlastite akumulatorske baterije (po čemu se razlikuje od ostalih pet podmornica koje je preuzela JRM). Također, poboljšana je upravljivost podmornice. Velebit je potpuno nov i jedini projekt podmornice ovog tipa.
Podmornica je porinuta 16. siječnja 1996. godine. Podmornici je ciklus trajanja baterije istekao 2001. godine, te više nije mogla biti operativna pod morem. Nove baterije nisu nabavljane zbog njihove velike cijene. Posada se obučava preko vanjskog napajanja, a bile su moguće samo površinske vožnje. Podmornica je 2005. godine izvučena na suhi vez.

## Karakteristike
Konstrukcija podmornice je jednotrupna, s čvrstim cilindričnim trupom izrađenim od čelika. Duljina trupa je 21,09 m. Podmornica je podijeljenja u tri dijela: pramčani (upravljački) dio, izlaznu komoru i krmeni (pogonski) dio. U pramčanom dijelu nalazi se zapovjedno-upravljački pult za upravljanje podmornicom. Gornji dio je predviđen za smještaj diverzanata i njihove opreme i u njemu se nalaze 4 kreveta. U izlaznoj komori, smještenoj na sredini trupa, mogu se smjestiti mine i druga oprema. Pogon je smješten u zadnjem, krmenom dijelu, gdje se nalazi i jedno rezervno zapovjedno mjesto.
Ugrađeni elektromotori stvaraju nisku razinu buke što je za podmornicu veoma važno borbeno svojstvo. Snaga se s motora prenosi na zajedničku osovinu na čijem kraju se nalazi napredni sedmerokrilni, srpoliki vijak. Za napajanje se koriste dvije grupe akumulatorskih baterija s ukupno 256 članaka, a dopunjavanje baterija obavlja se uz pomoć dizelskih generatora (MTU 105 kW). Pri površinskoj i šnorkel plovidbi rabi dizelski generator.

## Namjena i naoružanje
Osnovna namjena podmornice je prijevoz diverzanata u neprijateljsko područje, a može se koristiti i za protudiverzantska djelovanje, polaganje mina i izviđanje. U zavisnosti od zadatka, posada broji četiri do šest članova. Kada se izvršavaju diverzantski zadaci u podmornici se nalaze četiri člana posade i šest diverzanata. Podvodna autonomija s deset ljudi je 96 sati, uz 24 sata rezerve.
Podmornica "Velebit" može ponijeti do četiri tone korisnog tereta. Ovisno o zadatku, može nositi četiri diverzantske ronilice R-1 ili 12 diverzantskih priljepak mina ili 4 do 6 na dnu ležećih mina.
U podmornicu su ugrađeni aktivni i pasivni sonar, dva kompasa, periskop s pasivnim uređajem za osmatranje noću, GPS prijemnik za navigaciju, radio-uređaji, podvodni telefon, oprema sa spašavanje s dubina do 120 m i protupožarni sistem na bazi vodika.
Podmornica nije sudjelovala u borbenim zadaćama iako su tijekom rata postojale neke zamisli za uporabu diverzantskih podmornica u (zatvorenom) Karinskom moru.

## Sudbina
Dugoročnim planom razvoja OSRH 2006. – 2015. odlučeno je da OSRH neće zadržati podmorničke sposobnosti, te će podmornica biti povučena iz uporabe. Naime, od 2001. godine, kada se pokvario set baterija, podmornica nije u operativnoj uporabi. Par godina je plutala u jednom kutu Ratne luke Lore, a onda je 2005. godine izvučena na suho, gdje se i danas nalazi.
Odlukom ministra obrane Berislava Rončevića, podmornica se prodaje po cijeni od osam milijuna kuna. Inače postoje nekoliko opcija što učiniti s njom. Prva opcija je prodati je za 8 milijuna kuna u stanju u kakvom je sada - neispravna i konzervirana. Druga opcija je pokloniti je splitskom Hrvatskom pomorskom muzeju ili Tehničkom muzeju u Zagrebu. Prema trećoj varijanti, kupio bi se novi sonar i novi set baterija, a nakon remonta prodala bi se za 15-ak milijuna eura. Time će Hrvatska prekinuti tradiciju podmorničarstva dugu preko stotinu godina. Naime, prve podmornice građene su u Rijeci i Puli 1906. godine.

## Poveznice
- Hrvatska ratna mornarica
- Podmornice

## Vanjske poveznice
- Diverzantska podmornica P-01 Velebit - Brodarski institut d.o.o. Zagreb  Arhivirana inačica izvorne stranice od 28. rujna 2007. (Wayback Machine)
- Naoružanje i vojna oprema - o podmornici P-01 Velebit  Arhivirana inačica izvorne stranice od 21. veljače 2009. (Wayback Machine)